# Ben Bradlee
Benjamin Crowninshield Bradlee, detto Ben (Boston, 26 agosto 1921 – Washington, 21 ottobre 2014), è stato un giornalista e saggista statunitense.
Fu prima caporedattore e poi direttore esecutivo del Washington Post, dal 1965 al 1991. Divenne un personaggio noto al grande pubblico quando il Washington Post collaborò con il New York Times nella pubblicazione dei Pentagon Papers e diede il via libera all'ampia copertura dello scandalo Watergate da parte del giornale. Fu anche criticato per errori editoriali quando il Post dovette restituire un premio Pulitzer nel 1981 dopo aver scoperto che la sua inchiesta, vincitrice del premio, era falsa.
Dopo il suo ritiro dalla direzione, Bradlee ricoprì la carica di vicepresidente generale del giornale fino alla sua morte. Durante gli anni del pensionamento Bradlee fu un sostenitore dell'istruzione e dello studio della storia, e fu consigliere d'amministrazione di diversi importanti istituti di ricerca educativa, storica e archeologica.

## Gioventù e formazione
Ben Bradlee nacque a Boston da Frederick Josiah Bradlee, Jr., erede di un'importante famiglia e banchiere di investimento, e Josephine de Gersdorff, figlia di un avvocato di Wall Street. Suo prozio era Frank Crowninshield, fondatore e primo direttore di Vanity Fair.
Bradlee era il secondo di tre figli; suo fratello maggiore Frederick fu scrittore e attore di teatro di Broadway. I bambini crebbero in una famiglia benestante con personale domestico. Impararono il francese dalle governanti, presero lezioni di pianoforte e di equitazione, assistettero a concerti sinfonici e all'opera; ma il crollo del mercato azionario del 1929 costò il lavoro al padre di Bradlee, che accettò qualsiasi lavoro trovasse per mantenere la sua famiglia, dalla vendita di deodoranti alla supervisione dei custodi al Museum of Fine Arts di Boston.
Con l'aiuto di parenti facoltosi, Bradlee fu in grado di continuare a studiare, prima alla Dexter School e poi al liceo Saint Mark, dove giocò anche a baseball. Al Saint Mark contrasse la poliomielite, ma guarì senza avere strascichi evidenti e camminava senza zoppicare. Studiò poi allo Harvard College, dove suo padre era stato un famoso giocatore di football, e si laureò nel 1942 in un corso di laurea greco-inglese.

## Servizio nella seconda guerra mondiale
Come molti dei suoi compagni di classe, Bradlee prevedeva che gli Stati Uniti sarebbero alla fine entrati nella seconda guerra mondiale e si arruolò come ufficiale di complemento di marina a Harvard. Di conseguenza fu nominato ufficiale lo stesso giorno in cui si laureò. Fu assegnato al reparto informativo della marina e prestò servizio come ufficiale delle comunicazioni nel Pacifico. Fu assegnato al cacciatorpediniere USS Philip con base al largo di Guam, parte del gruppo comandato dal contrammiraglio Norman Scott. Le principali battaglie di Bradlee furono Vella Lavella, Saipan, Tinian e Bougainville. Combatté anche nella più grande battaglia navale mai combattuta, la battaglia del Golfo di Leyte nella campagna delle Filippine, nella campagna del Borneo, e fece ogni sbarco nella campagna delle Isole Salomone.

## Inizio carriera nel giornalismo
Dopo la guerra, nel 1946, Bradlee fu assunto da un compagno di scuola superiore per lavorare al New Hampshire Sunday News, un nuovo giornale della domenica a Manchester, nel New Hampshire. Il giornale si sforzò di attirare entrate pubblicitarie e di aumentare la diffusione per due anni, ma alla fine fu venduto al Manchester Union-Leader, il quotidiano concorrente. Bradlee fece appello agli amici di famiglia per opportunità di lavoro e riuscì a fissare colloqui sia al Baltimore Sun sia al Washington Post. Bradlee raccontò che quando il treno arrivò a Baltimora stava piovendo, quindi rimase sul treno e proseguì per Washington; fu assunto dal Washington Post come giornalista d'inchiesta. Fece conoscenza dell'editore associato Phil Graham, che era il genero dell'editore, Eugene Meyer. Il 1º novembre 1950 Bradlee stava scendendo da un tram davanti alla Casa Bianca proprio mentre due nazionalisti portoricani tentavano di penetrare nella Blair House nel tentativo di uccidere il presidente Harry S. Truman. Nel 1951 Bradlee divenne addetto stampa dell'ambasciata degli Stati Uniti a Parigi.
Nel 1954 Bradlee assunse un nuovo lavoro come corrispondente europeo per Newsweek. Rimase all'estero per altri quattro anni fino a quando non fu trasferito all'ufficio di Washington di Newsweek.

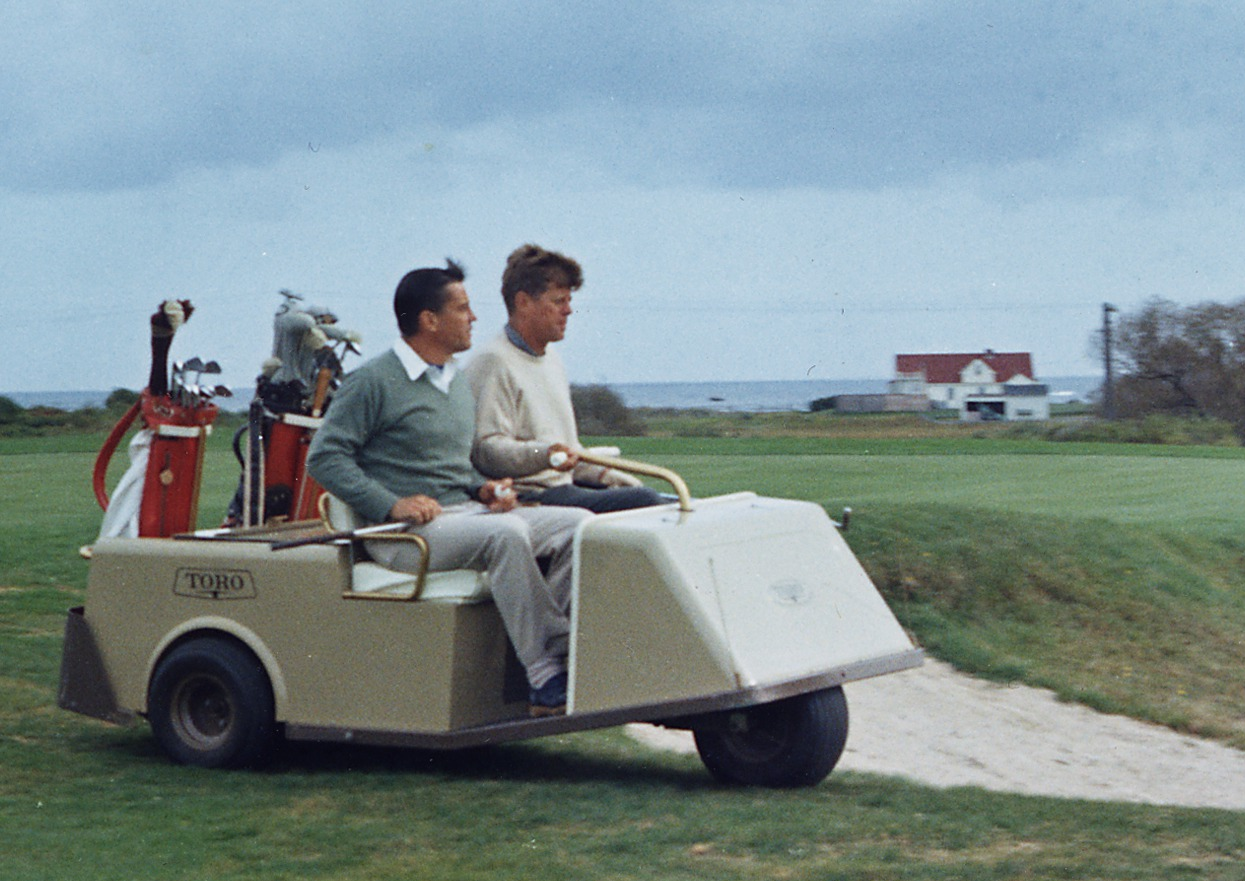
Bradlee divenne amico di John F. Kennedy; qui mentre giocano a golf insieme nel 1963

Come giornalista d'inchiesta, Bradlee divenne amico intimo dell'allora senatore John F. Kennedy, che si era laureato ad Harvard due anni prima di Bradlee e viveva nelle vicinanze. Nel 1960 Bradlee seguì Kennedy e Richard Nixon nelle loro campagne presidenziali in giro per gli Stati Uniti. In seguito scrisse un libro, Conversations With Kennedy, raccontando la loro amicizia in quegli anni. Bradlee era, a quel punto, capo della redazione di Washington di Newsweek, posizione dalla quale aiutò a negoziare la vendita della rivista alla società editrice del Washington Post.

## Carriera alWashington Post
Bradlee rimase con Newsweek fino a quando fu promosso caporedattore del Washington Post nel 1965. Divenne direttore operativo nel 1968.
Sotto la guida di Bradlee, il Post affrontò grandi sfide durante la presidenza Nixon. Nel 1971 il New York Times e il Post sostennero, contro il governo, il loro diritto di pubblicare i Pentagon Papers.

Un anno dopo Bradlee sostenne i giornalisti Bob Woodward e Carl Bernstein mentre indagavano sull'irruzione nella sede del Comitato nazionale democratico al Watergate. Secondo Bradlee:
Le successive indagini su sospetti insabbiamenti portarono inesorabilmente a commissioni d'inchiesta al Congresso, testimonianze contrastanti e, infine, alle dimissioni di Richard Nixon nel 1974. Per decenni Bradlee fu una delle sole quattro persone note che erano al corrente della vera identità dell'informatore della stampa, soprannominato "gola profonda"; gli altri tre erano Woodward, Bernstein e lo stesso Deep Throat, che in seguito si rivelò essere il vicedirettore dell'FBI di Nixon, Mark Felt.
Nel 1981 la giornalista del Post Janet Cooke vinse un premio Pulitzer per "Il mondo di Jimmy" ("Jimmy's World"), un profilo di un eroinomane di 8 anni di Washington. L'articolo di Cooke si rivelò però in seguito essere inventato: non esisteva un tale tossicodipendente. In qualità di direttore operativo, Bradlee fu duramente criticato in molti ambienti per non aver verificato l'accuratezza dell'articolo. Quando emersero dubbi sulla veridicità dell'inchiesta, Bradlee (insieme al direttore Donald Graham) ordinò un'indagine di "rilevamento completo" per accertare la verità. Bradlee si scusò personalmente con il sindaco di Washington Marion Barry e con il capo della polizia di Washington per l'articolo falso. Cooke, nel frattempo, fu costretta a dimettersi e a rinunciare al Pulitzer.

## Attività e premi dopo il pensionamento
Bradlee si ritirò dalla carica di direttore operativo del Washington Post nel settembre 1991, ma continuò a essere vicepresidente fino alla sua morte. Gli successe come direttore operativo al Post Leonard Downie Jr., che Bradlee aveva nominato caporedattore sette anni prima.
Nel 1991 il governatore del Maryland William Donald Schaefer lo convinse ad accettare la presidenza del comitato storico di St. Mary's City e vi rimase fino al 2003. Fu per molti anni consigliere d'amministrazione del St. Mary's College, dove teneva una lectio magistralis annuale sul giornalismo.
Nel 1991 Bradlee tenne la lectio magistralis in onore di Theodore H. White alla John F. Kennedy School of Government dell'Università di Harvard.
Bradlee recitò in Nata ieri, il remake del 1993 della commedia romantica del 1950.
Nel 1988 a Bradlee fu assegnato il Golden Plate Award dell'American Academy of Achievement.
La sua autobiografia, A Good Life: Newspapering and Other Adventures, è stata pubblicata nel 1995.
In riconoscimento del suo lavoro come editore del Washington Post, Bradlee ha vinto il Walter Cronkite Award for Excellence in Journalism nel 1998.
Il 3 maggio 2006 Bradlee fu insignito di una laurea honoris causa in Lettere dalla Georgetown University di Washington. A Bradlee fu attribuita la Legion d'Onore francese, il più alto riconoscimento assegnato dal governo francese, in una cerimonia nel 2007 a Parigi.
Bradlee ha ricevuto la Medaglia presidenziale della libertà da parte del presidente Barack Obama il 20 novembre 2013.

## Matrimoni e figli
Bradlee si sposò tre volte. Il suo primo matrimonio fu con Jean Saltonstall. Come Bradlee, anche Saltonstall proveniva da una ricca e importante famiglia di Boston. Si sposarono lo stesso giorno in cui Bradlee si laureò ad Harvard ed entrò in Marina Ebbero un figlio, Ben Bradlee Jr., che divenne giornalista e anche vicedirettore editoriale del Boston Globe.
Bradlee e la sua prima moglie divorziarono mentre lui era corrispondente all'estero per Newsweek. Nel 1957 sposò Antoinette 'Tony' Pinchot Pittman. Insieme ebbero un figlio, Dominic, e una figlia, Marina. Anche questo matrimonio finì con il divorzio.
L'ultimo matrimonio di Bradlee fu con la giornalista del Washington Post Sally Quinn nel 1978. Quinn e Bradlee ebbero un figlio, Quinn Bradlee (nato nel 1982) quando Quinn aveva 40 anni e Bradlee 60.

## Morte
Bradlee fu afflitto dalla malattia di Alzheimer nei suoi ultimi anni. Alla fine di settembre 2014 fu ricoverato a causa del peggioramento della salute. Morì il 21 ottobre 2014, nella sua casa di Washington, all'età di 93 anni. Il suo funerale si tenne presso la Cattedrale nazionale a Washington.

## Nella cultura popolare
- L'attore Jason Robards ha interpretato Bradlee nel film del 1976 Tutti gli uomini del presidente, vincendo un Oscar al miglior attore non protagonista per la sua interpretazione.
- Henderson Forsythe ha interpretato Bradlee nella commedia romantica del 1989 Uno strano caso.
- G.D. Spradlin ha interpretato il ruolo di Bradlee in Le ragazze della Casa Bianca, una parodia del Watergate del 1999.
- Éric Soubelet ha interpretato Bradlee nel film del 2016 Jackie.
- Tom Hanks ha interpretato Bradlee nel film del 2017 del regista Steven Spielberg The Post.
- Alfred Molina ha interpretato Bradlee nel film del 2018 The Front Runner.

## Ascendenza
|                                 |                                  |                                                           | Genitori                       |  |  | Nonni |  |  | Bisnonni       |  |  | Trisnonni              |  |
|                                 |                                  |                                                           |                                |  |  |       |  |  | Josiah Bradlee |  |  | Frederick Hall Bradlee |  |
|                                 |                                  |                                                           |                                |  |  |       |  |  | Josiah Bradlee |  |  | Frederick Hall Bradlee |  |
|                                 |                                  | Lucretia Wainwright                                       |                                |  |  |       |  |  | Josiah Bradlee |  |  |                        |  |
| Frederick Josiah Bradlee        |                                  |                                                           |                                |  |  |       |  |  | Josiah Bradlee |  |  |                        |  |
|                                 |                                  | Alice Crowninshield                                       | Francis Boardman Crowninshield |  |  |       |  |  |                |  |  |                        |  |
|                                 |                                  | Alice Crowninshield                                       | Francis Boardman Crowninshield |  |  |       |  |  |                |  |  |                        |  |
|                                 |                                  | Alice Crowninshield                                       | Sarah Gooll Putnam             |  |  |       |  |  |                |  |  |                        |  |
| Frederick Bradlee               |                                  | Alice Crowninshield                                       |                                |  |  |       |  |  |                |  |  |                        |  |
|                                 |                                  | Arthur Malcolm Thomas                                     | Alexander Thomas               |  |  |       |  |  |                |  |  |                        |  |
|                                 |                                  | Arthur Malcolm Thomas                                     | Alexander Thomas               |  |  |       |  |  |                |  |  |                        |  |
|                                 |                                  | Arthur Malcolm Thomas                                     | Elizabeth Malcolm Rand         |  |  |       |  |  |                |  |  |                        |  |
| Elizabeth Whitwell Thomas       |                                  | Arthur Malcolm Thomas                                     |                                |  |  |       |  |  |                |  |  |                        |  |
|                                 |                                  | Mary Sarah Sargent                                        | Howard Sargent                 |  |  |       |  |  |                |  |  |                        |  |
|                                 |                                  | Mary Sarah Sargent                                        | Howard Sargent                 |  |  |       |  |  |                |  |  |                        |  |
|                                 |                                  | Mary Sarah Sargent                                        | Charlotte Cunningham           |  |  |       |  |  |                |  |  |                        |  |
| Benjamin Bradlee                |                                  | Mary Sarah Sargent                                        |                                |  |  |       |  |  |                |  |  |                        |  |
|                                 | barone Ernst Bruno von Gersdorff | barone Heinrich August von Gersdorff                      |                                |  |  |       |  |  |                |  |  |                        |  |
|                                 | barone Ernst Bruno von Gersdorff | barone Heinrich August von Gersdorff                      |                                |  |  |       |  |  |                |  |  |                        |  |
|                                 | barone Ernst Bruno von Gersdorff | baronessa Augusta Theodora von Tschirschky und Bögendorff |                                |  |  |       |  |  |                |  |  |                        |  |
| barone Carl August de Gersdorff | barone Ernst Bruno von Gersdorff |                                                           |                                |  |  |       |  |  |                |  |  |                        |  |
|                                 |                                  | Caroline Choate                                           | George Choate Jr.              |  |  |       |  |  |                |  |  |                        |  |
|                                 |                                  | Caroline Choate                                           | George Choate Jr.              |  |  |       |  |  |                |  |  |                        |  |
|                                 |                                  | Caroline Choate                                           | Margaret Manning Hodges        |  |  |       |  |  |                |  |  |                        |  |
| Josephine de Gersdorff          |                                  | Caroline Choate                                           |                                |  |  |       |  |  |                |  |  |                        |  |
|                                 |                                  | Frederic Crowninshield                                    | Edward Augustus Crowninshield  |  |  |       |  |  |                |  |  |                        |  |
|                                 |                                  | Frederic Crowninshield                                    | Edward Augustus Crowninshield  |  |  |       |  |  |                |  |  |                        |  |
|                                 |                                  | Frederic Crowninshield                                    | Caroline Maria Welch           |  |  |       |  |  |                |  |  |                        |  |
| Helen Suzette Crowninshield     |                                  | Frederic Crowninshield                                    |                                |  |  |       |  |  |                |  |  |                        |  |
|                                 |                                  | Helen Suzette Fairbanks                                   | William Nelson Fairbanks       |  |  |       |  |  |                |  |  |                        |  |
|                                 |                                  | Helen Suzette Fairbanks                                   | William Nelson Fairbanks       |  |  |       |  |  |                |  |  |                        |  |
|                                 |                                  | Helen Suzette Fairbanks                                   | Abby Augusta Reed              |  |  |       |  |  |                |  |  |                        |  |
|                                 |                                  | Helen Suzette Fairbanks                                   |                                |  |  |       |  |  |                |  |  |                        |  |

## Libri
- Bradlee, Ben. Conversazioni con Kennedy (WW Norton & Co Inc, 1º novembre 1984)ISBN 978-0-393-30189-2
- Bradlee, Ben. A Good Life: giornali e altre avventure (Simon & Schuster, ottobre 1995)ISBN 978-0-684-80894-9